# Džukele
Džukele (serb. Џукеле) – serbski zespół punkrockowy założony w Suboticy w 1991 jako Phoenix. 
Założycielami zespołu byli Dragan Neorčić (basista), Slobodan Vukosavljević (gitarzysta i wokalista) i Rudolf Aleksijević (perkusista). W kwietniu 1992 do grupy dołączył Leonid Pilipović (gitarzysta), który wcześniej występował w zespole Allegro. Razem z nim Phoenix'39 nagrało demo w studiu Do-Re-Mi w Nowym Sadzie. Po jego nagraniu zmienili nazwę na Džukele i rozpoczęli występy na żywo. Pierwszy raz pojawili się na festiwalu Gitarijada w Zaječar w 1993 roku. Debiutancki album zespołu — Gledajući u mrak został nagrany w listopadzie 1993 w tym samym studiu i wydany przez Metropolis Records w maju 1994. Druga wersja tej płyty ukazała się dwa lata później. Na albumie znajduje się cover utworu Next To You zespołu The Police. W grudniu 1994 zespół się rozpadł, gdyż Neorčić i Vukosavljević poszli do wojska, a Pilipović przeszedł do grupy Goblini. 
Pod koniec 1995 zespół się reaktywował i w czerwcu 1996 wystąpił na Zgaga Rock w Hotič pri Litiji niedaleko Lublany. Po tym występie Aleksijević opuścił grupę. Zastąpił go Vladimir Šarčević, wcześniej grający w Marseljeza. W międzyczasie trwały przygotowania do wydania drugiej płyty — Zubato Sunce, która ukazała się w 1998 roku. Była nagrywana we wrześniu i październiku 1997. Grupa rozpadła się ponownie, tym razem już ostatecznie, w 2002 roku.

## Dyskografia
- Gledajući u mrak 1994 (MC),1996 (CD)
- Zubato sunce 1998 (CD)